# El tercer huésped
El tercer huésped  es una película de Argentina en blanco y negro dirigida por Eduardo Boneo según el guion de Ernesto Sabato y Hellen Ferro sobre el vodevil Il est cocu le chef de gare de Nicolas Nancey y André Mouëzy-Éon que se estrenó el 3 de julio de 1946 y que tuvo como protagonistas a Tono Andreu, Susana Campos, Nelo Cosimi, Miguel Gómez Bao, Pepe Iglesias y Virginia Luque. Filmada parcialmente en la provincia de Mendoza.

## Sinopsis
Un financista amenazado es suplantado durante un viaje en tren por un vendedor de apariencia idéntica.

## Reparto
- Tono Andreu	…Britos
- Susana Campos	…Anita
- Miguel Coiro…Guarda de tren
- Nelo Cosimi	…Luis
- Pablo Cumo	 ...	Inspector de tren
- Gloria Grey
- Miguel Gómez Bao	… Adrián Bergara
- Pepe Iglesias… Antonio Larrau / Gómez
- Adolfo Linvel… Mr. Kroup
- Virginia Luque	…Amalia
- Federico Mansilla…Abogado
- Virginia Mansilla
- Raúl Merlo
- Rodolfo Onetto	…Carlos Cisneros
- Alberto Quiles	 ...	Policía
- Orestes Soriani
- Mabel Urriola
- Jorge Villoldo	 ...	Dueño de bar
- Raúl Merlo… García
- María Rousset
- Lise Lotte
- Juan José Porta
- Adela Velich

## Comentarios
Noticias Gráficas dijo del filme que entretiene la humorada policial y Calki opinó:

”Viaje e intriga de precipitado epílogo. La trayectoria argumental no ofrece mayores perspectivas...Pepe Iglesias "El Zorro" está desaprovechado."